# Müsli
Il müsli o muesli (in svizzero tedesco Müesli o Birchermüesli) è una miscela di cereali e frutta secca solitamente consumata durante la prima colazione. Può essere mangiata da sola, ma spesso è accompagnata con latte, yogurt o eventuali sostituti del latte. Il suo consumo è estremamente diffuso nella Svizzera tedesca, dove ha avuto origine.

## Descrizione

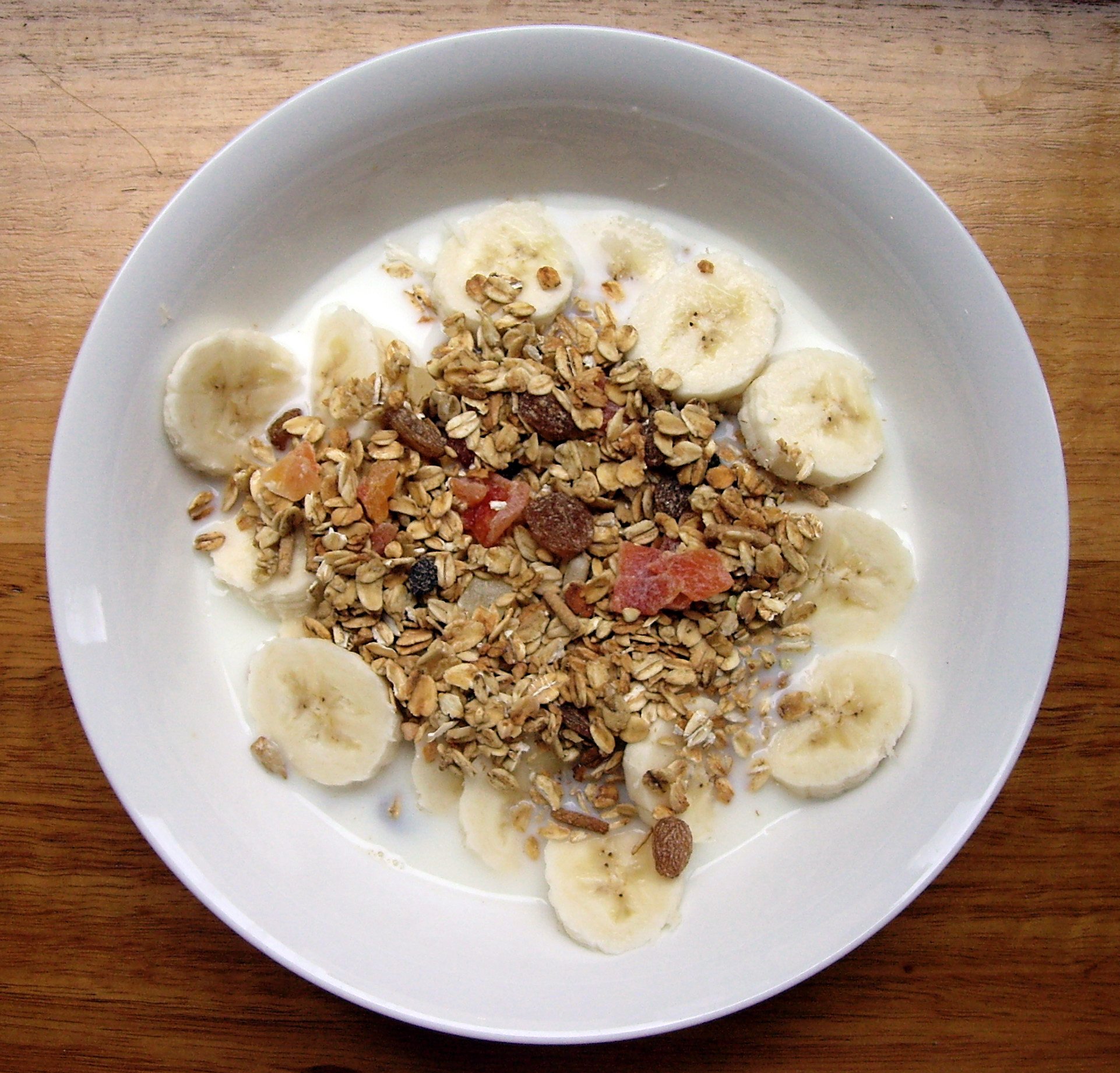
Un piatto di muesli

L'origine del nome Birchermüesli viene dal dottore, dietologo e pioniere della scienza della nutrizione Maximilian Bircher-Benner di Zurigo. 
Inizialmente consumato essenzialmente da vegetariani, ha avuto una tale espansione da renderlo disponibile negli scaffali dei supermercati comuni.
Le miscele sono varie, qui la ricetta originale del dottor Bircher (Il libro della salute Bircher - Benner, Mondadori, 1981) per una persona:
- mettere a mollo un cucchiaio di fiocchi d'avena in 3 cucchiai di acqua fredda
- aggiungere un cucchiaio di succo di limone e un cucchiaio di latte condensato zuccherato
- mescolare con 200 g di mele grattugiate (buccia e semi inclusi)
- spolverare con un cucchiaio di nocciole o mandorle in polvere

La parola Müesli è diminutivo in lingua alemanna (il tipo di tedesco cui appartiene quello parlato in Svizzera) di Mues che vuol dire "purea" o "mescolamento". Il nome Birchermüesli è riservato solo al piatto contenente i 4 ingredienti fondamentali: fiocchi d'avena, latte, succo di limone e mela grattugiata.